# 盧夢陽
盧夢陽（1507年—1569年），字少明，號星野，廣東廣州府南海縣人，軍籍，明朝政治人物。

## 生平
嘉靖十六年（1537年）丁酉廣東鄉試第六名舉人。与馬拯齐名，时称「卢马」。嘉靖十七年（1538年）中式戊戌科會試第一百四十一名，登第二甲第八十二名進士。历官刑部山东司郎中，三十三年三月升福建提学副使，遷四川按察使，四十一年二月升福建右布政使。卒年六十三。著有《焕初堂集》。

## 家族
曾祖盧成；祖父盧滿，壽官；父盧世儒，母霍氏。重庆下。兄武安、武賓。